# Крестовник приречный
Кресто́вник прире́чный (лат. Senécio sarracenicus) — вид растений семейства Астровые (Asteraceae). Преимущественно европейско-западноазиатский вид, распространённый в России в европейской части и в Сибири. В Средней России встречается во всех областях. Растёт в пойменных сырых лесах и зарослях кустарников в долинах рек и ручьёв, а также на торфяниках.

## Ботаническое описание

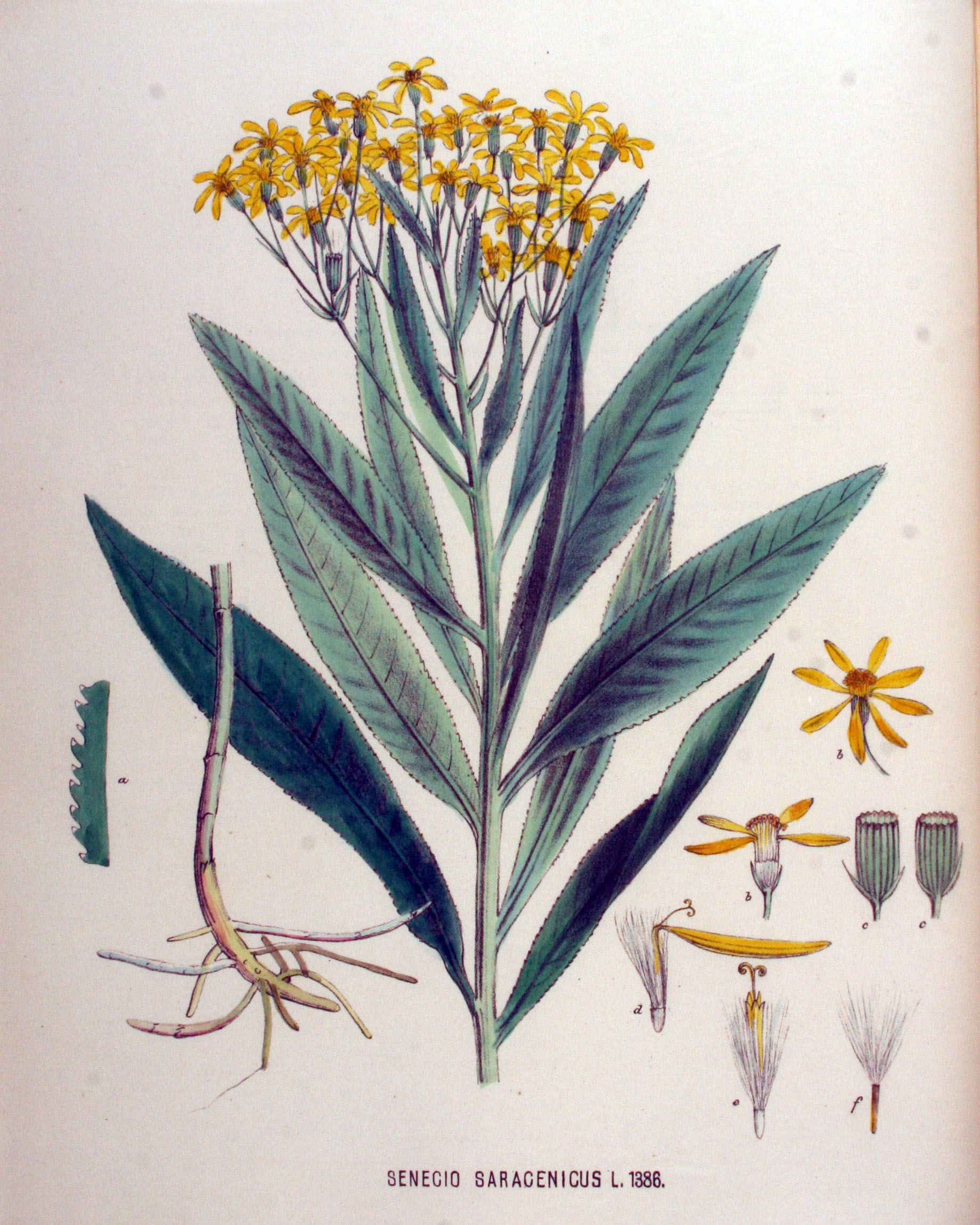
Senecio saracenicus — ботаническая иллюстрация

Многолетнее травянистое растение высотой от 60 до 150 см, иногда до 200 см. Растение имеет мясистое ползучее корневище, а также образует разветвлённые корневые побеги. Стебель прямостоящий, ребристый, колючий, густолиственный, с опушёнными или железистыми волосками в верхней части.
Листья простые, очерёдные, неразделённые, голые, ланцетной формы, их длина примерно в пять-шесть раз превышает ширину, что является отличительной особенностью от Senecio paludosus, чьи листья более узкие, от семи до пятнадцати раз длиннее ширины. Листья полустеблеобъемлющие у основания, остропильчатые, зубцы направлены к кончику листа. Розетку не образует.
В Северном полушарии цветёт в конце лета (с августа по октябрь). Соцветие состоит из множества капительчатых соцветий, которые вместе образуют ложный зонтик. Цветочные головки имеют колокольчатое соцветие с примерно 5 наружными прицветниками. Цветочные головки содержат трубчатые и лучевые соцветия. В каждой цветочной головке 7-8 лучевых соцветий. Семянки длиной 3-4 мм. Их паппус такой же длины, как дисковые соцветия во время цветения, и в три раза длиннее плода во время плодоношения.
Число хромосом 2n = 40.

## Экология
Гемикриптофит. В качестве адаптации к заболоченным местообитаниям с низким содержанием кислорода в коре корневища имеются пространства, заполненные воздухом, что делает его геломорфным видом. Опыление происходит с помощью насекомых или самоопыления. Семена рассеиваются ветром, прилипанием (рассеивание на липучках) и муравьями.

## Распространение и угроза исчезновения
Распространен от субатлантических до субконтинентальных районов Европы и Западной Азии. В России произрастает в европейской части и в Сибири. В Средней России встречается во всех областях. 
Теплолюбивое растение речных долин, процветающее на влажных, периодически затопляемых, богатых питательными веществами и основаниями, гумусированных, песчано-гравийных или чисто глинистых почвах. Предпочитает травянистые сообщества по берегам рек и озёр. Заселяет почти исключительно долины рек; в Германии это в основном долины рек Везер, Лейне, Эльба, Одер, Нижний и Средний Рейн, Майн и Дунай. Отсутствует в горах и на юго-западе Германии. Это довольно редкое европейское растение речных долин встречается почти исключительно на естественных участках больших пойм. Благодаря длинным корневым побегам оно выступает в качестве пионерного растения и стабилизатора аллювия.
Занесён в красные книги Республики Татарстан, Вологодской и Кировской областей, так как популяция сокращается. Лимитирующие факторы — нерегулируемый выпас по долинам рек, разрушение берегов.
В Германии вид считается «находящимся под угрозой исчезновения» по всей стране, а в отдельных федеральных землях классификация Красной книги часто ещё выше («находящаяся под критической угрозой исчезновения» или «находящаяся под угрозой исчезновения»). Основными причинами сокращения численности популяции считаются регулирующие меры в местах обитания, такие как спрямление, строительство дамб, укрепление берегов и дренаж.

## Таксономия
Впервые под названием (базионим) Senecio sarracenicus был опубликован Карлом Линнеем. Видовой эпитет sarracenicus указывает на происхождение травы sarracenica (лат. consolida sar[r]acenica).

## Синонимы

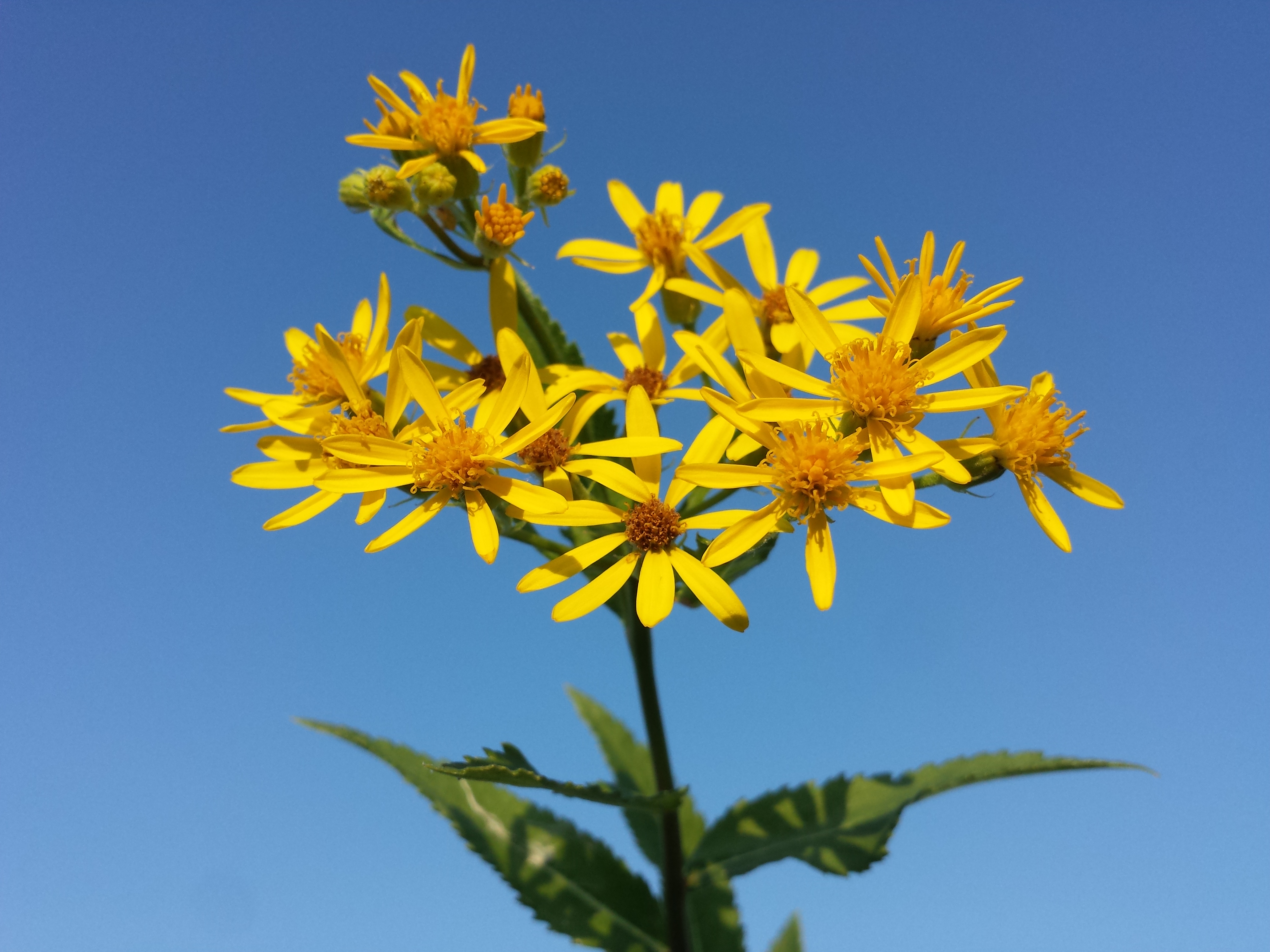
Соцветие

По данным GBIF на январь 2025 года в синонимику вида входят следующие названия:
- ≡ Jacobaea sarracenica (L.) Moench
- ≡ Senecio cacaliaster Guss.
- = Senecio cacaliaster Guss. ex DC.
- = Senecio fluviatilis Wallr.
- ≡ Senecio fluviatilis subsp. sarracenicus (L.) Stoj. & Stef.
- = Senecio grandissimus Schur
- = Senecio nemorensis var. fluviatilis (Wallr.) Jess.
- = Senecio procerus Salisb.
- = Senecio repens Stokes
- = Senecio salicetorum Godr.
- = Senecio sarracenicus subsp. fluviatilis (Wallr.) Bonnier
- = Senecio sarracenicus var. sarracenicus
- = Senecio transilvanicus Schur
- = Solidago angustifolia Mill.

## Применение
Используется в качестве сырья для промышленного получения пирролизидиновых алкалоидов, которые используются в медицине.